# TMEM176A
TMEM176A (англ. Transmembrane protein 176A) – білок, який кодується однойменним геном, розташованим у людей на 7-й хромосомі. Довжина поліпептидного ланцюга білка становить 235 амінокислот, а молекулярна маса — 26 116.
| 10         |  | 20         |  | 30         |  | 40         |  | 50         |
| ---------- |  | ---------- |  | ---------- |  | ---------- |  | ---------- |
| MGTADSDEMA |  | PEAPQHTHID |  | VHIHQESALA |  | KLLLTCCSAL |  | RPRATQARGS |
| SRLLVASWVM |  | QIVLGILSAV |  | LGGFFYIRDY |  | TLLVTSGAAI |  | WTGAVAVLAG |
| AAAFIYEKRG |  | GTYWALLRTL |  | LTLAAFSTAI |  | AALKLWNEDF |  | RYGYSYYNSA |
| CRISSSSDWN |  | TPAPTQSPEE |  | VRRLHLCTSF |  | MDMLKALFRT |  | LQAMLLGVWI |
| LLLLASLTPL |  | WLYCWRMFPT |  | KGKRDQKEML |  | EVSGI      |  |            |

A: Аланін

C: Цистеїн

D: Аспарагінова кислота

E: Глутамінова кислота

F: Фенілаланін

G: Гліцин

H: Гістидин

I: Ізолейцин

K: Лізин

L: Лейцин

M: Метіонін

N: Аспарагін

P: Пролін

Q: Глутамін

R: Аргінін

S: Серин

T: Треонін

V: Валін

W: Триптофан

Кодований геном білок за функцією належить до фосфопротеїнів. 
Локалізований у мембрані.